# Adamivka (Raión de Berezivka)
Adamivka  (ucraniano: Адамівка) es una localidad del Raión de Berezivka en el Óblast de Odesa de Ucrania. Según el censo de 2001, tiene una población de 365 habitantes.